# Capsomer

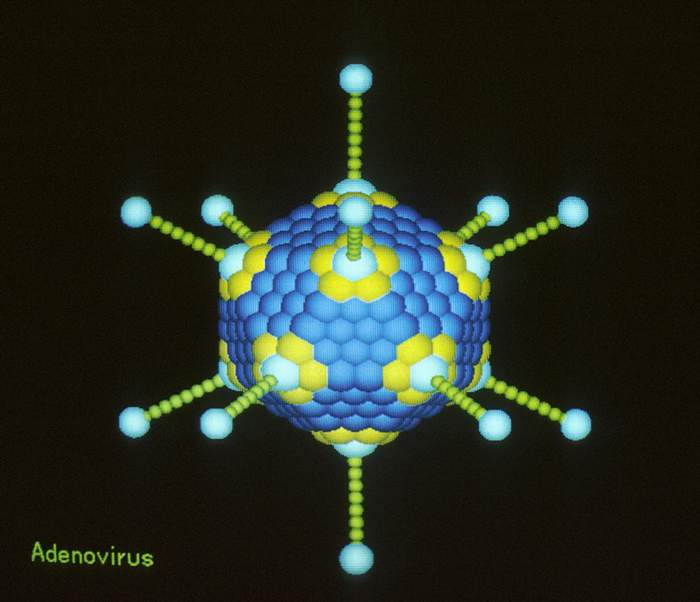
Subunităţile galbene şi albastre sunt capsomerele capsidei virale la un Adenovirus

Capsomera este unitatea morfologică a capsidei virale. Ea poate fi  vizualizată doar la microscopul electronic. Capsomera este o unitate structurală chimică care împreună cu numeroase alte unități asemănătoare se orgnizează în jurul genomului viral, formînd capsida virusului.

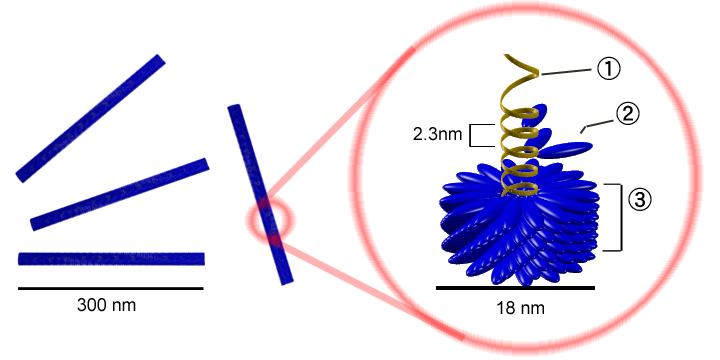
Virusul mozaicului tutunului VMT. 1. Molecula de ARN 2.Capsomere 3.Capsida

 La exterior virusul prezinta un invelis proteic numit capsida, format din proteine virale numit capsomere. La interior virusul contine o singura macro-molecula de acid nucleic (ADN sau ARN) dar niciodata ambele.